# Bregalnica
Die Bregalnica ist der zweitgrößte Fluss in Nordmazedonien. Ihre Quelle liegt in den Wäldern des Maleševo-Bergmassivs, in der Nähe der Stadt Berovo. Der Fluss fließt durch die Orte Makedonska Kamenica, Kočani, Vinica und Štip, bevor er bei der Ortschaft Gradsko in den Vardar, den größten Fluss Nordmazedoniens fließt. Der Vardar mündet letztlich in das Ägäische Meer. Die Wasserqualität des Flusses ist problematisch, aufgrund der Industrie, der Minen und der landwirtschaftlichen Betriebe (Hühner- und Schweinefarmen, Reis etc.), die im Einzugsgebiet liegen. Es gibt nur eine funktionierende Kläranlage. Das „Bregalnica River Basin Management Project“ versucht seit 2012, Lösungen für eine bessere Einzugsgebietsplanung zu erarbeiten. Während des zweiten Balkankriegs war das Gebiet Schauplatz der Schlacht von Bregalnica.

## Bregalnica River Basin Management Project

### Nordmazedonisches Wassergesetz
Um einen Beitritt Nordmazedoniens zur Europäischen Union (EU) vorzubereiten, muss das Land Gesetze anpassen, so dass diese mit der EU kompatibel sind. Ein wichtiger Schritt in diese Richtung war die Genehmigung des Wassergesetzes im Jahr 2008. Dieses sieht den „River Basin Management“-Ansatz zur Planung der Flusseinzugsgebiete vor und orientiert sich an der Europäischen Wasserrahmenrichtlinie. Um die Implementierung des Gesetzes und den RBM-Ansatz voranzutreiben, haben das Umwelt- und das Landwirtschaftsministerium im Jahr 2012 unterstützt vom Schweizer Staatssekretariat für Wirtschaft (SECO) ein Projekt gestartet.

### Akteure
Das nordmazedonische Umweltministerium, das Landwirtschaftsministerium und das SECO haben das Einzugsgebiet der Bregalnica als Pilotprojekt für den RBM-Ansatz in Nordmazedonien gewählt. Das Projekt startete im Juli 2012 und wird vom nordmazedonischen Staat, vom SECO und von den Gemeinden in der Bregalnica-Region finanziert. Es wird von einem Team von nationalen und internationalen Experten umgesetzt, das unter der Leitung eines „Steering Committee“ steht und von einem „Advisory Council“ sowie einer „Bregalnica Basin Planning Group“ unterstützt wird. Die Planning Gorup wird als regelmäßige Reihe von Workshops in drei Unterregionen durchgeführt.

### Ziele
Das Hauptziel des Projekts ist die nachhaltige Planung und Bewirtschaftung der Wasserressourcen im Einzugsgebiet der Bregalnica. So soll auch die wirtschaftliche Entwicklung (Industrie, Landwirtschaft, Tourismus) gefördert werden. Die Umsetzung des Wassergesetzes sollte eine Verbesserung der Wasserversorgung und des Abwassersystems mit sich bringen.
Das Projekt ist in zwei Komponenten aufgeteilt:
- Der Bregalnica River Basin Management (RBM) Plan enthält eine Analyse der existierenden Wasserressourcen sowie der Wassernachfrage in der Region. Es werden potenzielle Konflikte analysiert und Verbesserungsmassnahmen vorgeschlagen. Zudem werden Organisationsstrukturen definiert, um den Plan in die Realität umzusetzen.
- Die Small Water Infrastructure (SWI) Projekte basieren auf einer Investition in kleine Infrastrukturprojekte in der ganzen Region. Auch die öffentliche Ausschreibung von Aufträgen zur Realisierung der Infrastrukturprojekte wird vom Projekt begleitet.[3]